# Эллиот, Су
Су Э́ллиот (англ. Su Elliot; 18 декабря 1950, Ньюкасл-апон-Тайн, Тайн и Уир, Англия, Великобритания) — английская актриса.

## Биография
Су Эллиот родилась 18 декабря 1950 года в Ньюкасл-апон-Тайне (графство Тайн и Уир, провинция Англия, Великобритания) в семье режиссёра Майкла Эллиот (1931—1984) и актрисы Розалинд Найт (род.1933). Её младшая сестра, Мэрианн Эллиот (род.1966), режиссёр.
Су снимается в кино с 1977 года. В настоящее время она сыграла в 53-х фильмах и сериалах, включая роль в фильме «Гарри Поттер и Кубок огня» (2005).